# Michael Lynch (genetista)
Michael Lynch (Auburn, 6 dicembre 1951) è un genetista statunitense, docente di Evoluzione, Genetica delle popolazioni e genomica presso l'Università dell'Indiana a Bloomington in Indiana.

## Biografia
Oltre a numerosi articoli di grande successo, in particolare nel campo della genetica delle popolazioni, ha scritto un libro di testo in due volumi con Bruce Walsh, generalmente considerato la "Bibbia" della genetica quantitativa. Nel 2009, è stato eletto membro della National Academy of Sciences (Evolutionary Biology). Lynch ha studiato biologia alla St. Bonaventure University e ha conseguito la laurea in Scienze nel 1973. Ha ottenuto il dottorato di ricerca presso l'Università del Minnesota (Ecologia e biologia comportamentale) nel 1977.